# Johann Baumgartl
Johann Baumgartl (geboren am 15. Juni 1883 in Wolfersdorf, Österreich-Ungarn; gestorben am 20. Mai 1951 in Mühldorf am Inn) war ein sudetendeutscher Politiker.

## Leben
Johann Baumgartl war Maurer und später Arbeiter der Eisenwerke AG Rothau-Neudek. In der Tschechoslowakei wurde er Mitglied der Deutschen sozialdemokratischen Arbeiterpartei (DSAP) und Sekretär für Gemeindepolitik beim Parteivorstand. In Rothau wurde er Gemeindesekretär und war zeitweise Bürgermeister der DSAP. Baumgartl war von 1933 bis 1935 Abgeordneter der DSAP im Tschechoslowakischen Abgeordnetenhaus.
Nach der deutschen Okkupation des Sudetenlandes im Oktober 1938 wurde Baumgartl verhaftet und für fünf Monate im KZ Dachau inhaftiert. 1942 wurden er und seine Familie wegen Abhören eines Feindsenders erneut verhaftet. Baumgartl wurde zu vier Jahren Zuchthaus verurteilt. Bei Ende des Zweiten Weltkriegs kam er frei und wurde als Deutscher aus der Tschechoslowakei vertrieben. Er lebte in Aschau am Inn.